# Leszek Lichota
Leszek Lichota (nacido el 17 de agosto de 1977 en Wałbrzych, Polonia) es un actor polaco, mejor conocido por interpretar a Grzegorz en la telenovela polaca Na Wspólnej.

## Vida y carrera
En 2002 se graduó en la Academia Nacional de Arte Dramático de Varsovia y comenzó a actuar en el Teatro Polaco de Poznan. Hizo su debut teatral en el papel de Nany Sirbangh en la obra Hamlet Wtóry de Roman Jaworski. También apareció en series de televisión populares como Na Wspólnej y Prawo Agaty. En 2011, fue nominado al premio Zbigniew Cybulski por su papel en la película Lynch de 2010. Sus otros papeles notables aparecen en el drama de guerra Karbala de 2015 de Krzysztof Łukaszewicz y en la película Boże Ciało de 2019 de Jan Komasa.

## Vida personal
Está casado con Ilona Wrońska con quien tiene dos hijos: su hija Natasha (nacida en 2006) y su hijo Kajetan (nacido en 2008). Es aficionado y divulgador del snooker.

## Filmografía
- 2023: El curandero como Profesor Rafal Wilczur/Antoni
- 2019: Boże Ciało como Alcealde
- 2015: Karbala
- 2014: Wataha como Wiktor Rebrow
- 2009: Generał Nil como "Klemm"
- 2007: Odwróceni como Łukasz Ozga
- 2007: Świadek koronny
- 2006: Apetyt na miłość como Lichota
- 2005: Niania como Juliusz Wilczur
- 2005: Dzień dobry kochanie como Sacerdote
- 2005–2007: Egzamin z życia como Jacek Bednarz
- 2004: Caméra Café como Bombero
- 2003–2008, 2009-: Na Wspólnej como Grzegorz Zięba
- 2003: Cyrano
- 2002–2007: Samo Życie
- 2002: Edward II como Leicester
- 2001: Przedwiośnie como Oficiial
- 2001: Quo vadis
- 2001: Marszałek Piłsudski
- 2000–2001: Miasteczko
- 1999: Patrzę na ciebie, Marysiu como Estudiante